# Abies hickelii
Abies hickelii (Flous & Gaussen, 1932) è una specie di abete originaria del Messico.

## Etimologia
Il nome generico Abies, utilizzato già dai latini, potrebbe, secondo un'interpretazione etimologica, derivare dalla parola greca ἄβιος = longevo. Il nome specifico hickelii fu assegnato in onore del botanico francese Paul Robert Hickel (1865-1935).

## Descrizione
Albero alto fino a 30 m, con tronco che può raggiungere 130 cm di diametro, a portamento conico, meno regolare negli esemplari longevi. La corteccia, inizialmente grigia e liscia, con l'età si conforma in placche quadrangolari. I rami principali sono orizzontali, o ascendenti; i rami secondari sono di colore rosso-marrone o porpora, glabri o lievemente pubescenti. Le gemme sono di forma ovoidale, resinose, 5x4 mm; le perule che le rivestono sono marroni, triangolari, persistenti per anni.
Le foglie sono aghiformi, lucide, di colore verde chiaro, lunghe fino a 3,5 cm, disposte a spirale o arrangiate in due file laterali nelle parti all'ombra del fogliame, inclinate in avanti nelle parti esposte al sole, con apice emarginato o talvolta ottuso.
Gli strobili femminili, di color porpora inizialmente, più scuri a maturazione, sono oblunghi-cilindrici, con apice ottuso, lunghi 6-8 cm e larghi fino a 3,5 cm, con corto peduncolo; le scaglie sono di forma cuneata, lunghe 1,5 cm, larghe 2 cm, lisce. Gli strobili maschili sono corti, gialli con microsporofilli rossi. I semi, di colore marrone chiaro, sono lunghi circa 6-7 mm, con ala marrone chiara di 1 cm.

## Distribuzione e habitat
Specie endemica del Messico dove è presente nei seguenti stati: Chiapas, Guerrero, Oaxaca, Puebla e Veracruz. Il suo areale è molto frammentato con un'area di occupazione stimata in 208 km²; vegeta su suoli vulcanici ad altitudini comprese tra i 2.500 e i 3.000 m, dove il clima è fresco e piovoso con precipitazioni tipicamente invernali. Esistono boschi puri alle alte quote, ma si ritrova spesso in associazione con Pinus montezumae, Pinus pseudostrobus, Pinus ayacahuite, Cupressus lusitanica e specie del genere Quercus. Tra le piante arbustive le associazioni più comuni sono con i generi Vaccinium, Andromeda, Ribes e Fuchsia.

## Tassonomia
È accettata la seguente varietà:
- Abies hickelii var. macrocarpa Martinez

## Usi
Trattasi di specie rara e quindi di utilizzo locale, il cui legno è impiegato per piccoli lavori di falegnameria.

## Conservazione
Con un areale molto frammentato, e una presenza non comune, A. hickelii è classificato tra le specie a rischio di estinzione nella Lista rossa IUCN. La deforestazione è una pratica antropica ancora in atto nel Messico meridionale e si rendono necessarie politiche di protezione dell'ambiente, con istituzione di nuove aree protette.